# Nicolas-Henri Jardin
Pour les articles homonymes, voir Jardin (homonymie).
Nicolas-Henri Jardin, né à Saint-Germain-des-Noyers (actuel département de Seine-et-Marne) le 22 mars 1720 et mort à Paris le 31 août 1799, est un architecte et paysagiste néoclassique français qui accomplit la majeure partie de sa carrière au Danemark.

## Biographie
Inscrit comme élève d'Armand-Claude Mollet à l'Académie royale d'architecture de Paris, Jardin remporta le grand prix en 1741 (sujet : « un chœur de quarante-deux pieds de largeur pour une église cathédrale »). Il séjourna au Palais Mancini à Rome de 1744 à 1748. Il y subit l'influence de Piranèse et se mit à graver dans sa manière : il publia en 1748 le décor des fêtes ordonnées à Naples par le décorateur Vincenzo Ré pour la naissance du prince de Calabre, Philippe-Antoine de Bourbon.
De retour en France, il fut employé dans les Bâtiments du Roi sous les ordres de Michel Tannevot. En 1754, recommandé au roi de Danemark Frédéric V, il sollicita son congé pour se rendre à Copenhague auprès de l'Académie royale des beaux-arts du Danemark. Il y demeura pendant seize ans, à l'exception de deux voyages : l'un à Paris en 1762-1763 et l'autre en Angleterre, Flandre et Hollande en 1768-1769, en compagnie de son ami Pierre Patte.
Au Danemark, Jardin répandit un style néoclassique épuré. Son élève le plus célèbre fut Caspar Frederik Harsdorff. « Quand le déclin de la prépondérance française en Europe obligea Jardin et le sculpteur Saly à quitter Copenhague, Bernstorff (ministre de Frédéric V) regretta leur départ. »
Rentré en France, Jardin fut admis en 1771 à l'Académie royale d'architecture.

## Réalisations et principaux projets

### Au Danemark

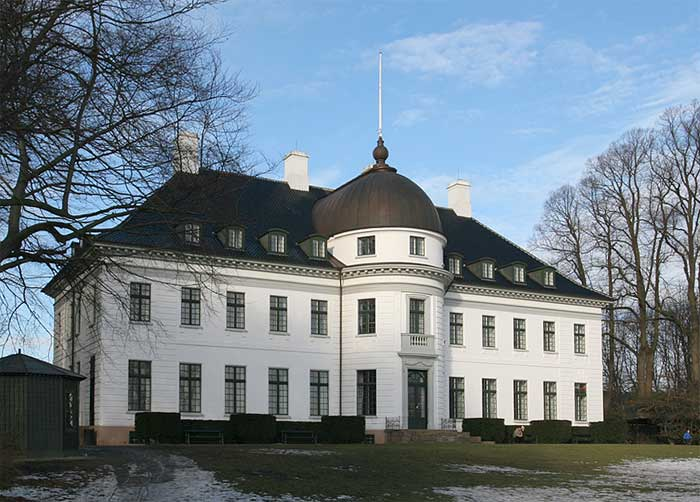
Palais de Bernstorff

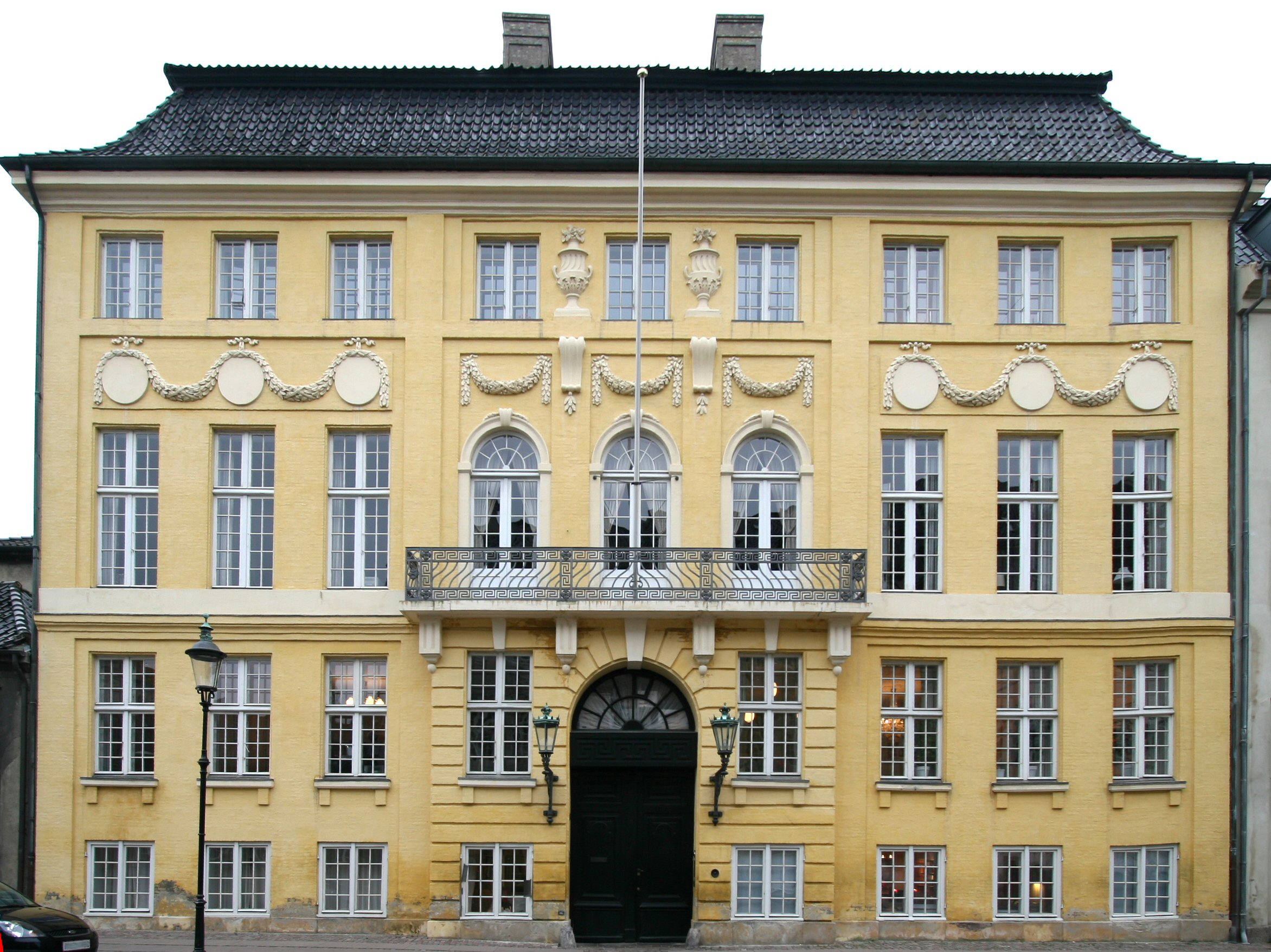
Palais jaune

- Église royale d'Amalienborg, Copenhague : Jardin remania dans un esprit classique le projet du Danois Nicolai Eigtved mais ses premières propositions furent critiquées par les amateurs au nom des principes développés par l'abbé Laugier dans son Essai sur l'architecture. Le roi Frédéric V et son entourage hésitaient. Son ministre, Bernstorff, ancien ambassadeur à Versailles, imagina solliciter « les messieurs Blondel ». L'ambassadeur en poste, Reventlow, recommanda Gabriel qui s'était fait connaître par le projet gravé de l'École militaire. Gabriel envoya deux dessins qui ne sont connus qu'à travers des copies modernisées vers 1765[2] : ils évoquent les Invalides et l'église Sainte-Agnès en Agone de la place Navone à Rome[3]. Le projet de Jardin fut arrêté en 1756 et fut gravé. « La courbe assez surbaissée du dôme y rappelle la coupole parisienne de l'Assomption. La réalisation fut lente et l'église achevée au début du XIXe siècle s'éloigne sensiblement du dessin initial. »[4]
- Palais de Bernstorff, Gentofte : construit pour le ministre Bernstorff.
- Château de Marienlyst, Elseneur, 1759-1762.
- Palais jaune, Copenhague, 1759-1764.
- Palais Thott, Copenhague, 1763-1764 : cour intérieure et façades.
- Château de Fredensborg : parc.
- Appartement du comte Moltke, Amalienborg : décoration.
- Casernes, Copenhague, 1765-1769.

### En France
- Hôpital de Lagny-sur-Marne (Seine-et-Marne), 1778-1786.
- Hôtel de ville de Cambrai (Nord) : en collaboration avec Denis Antoine. Cet édifice a été refait au XXe siècle à la suite des destructions de la Première Guerre mondiale.

### Sources
- Michel Gallet, Les Architectes parisiens du XVIIIe siècle : Dictionnaire biographique et critique, Paris, Éditions Mengès, 1995, 494 p. (ISBN 2-8562-0370-1)